# Entypoma robustum
Entypoma robustum là một loài tò vò trong họ Ichneumonidae.